# Carlo Roberti
Carlo Roberti (Roma, 1605 - Roma, 14 de fevereiro de 1673) foi um cardeal do século XVIII

## Biografia
Nasceu em Roma em 1605. De família patrícia. Seu sobrenome também está listado como Roberto de' Vittori.
Estudou filosofia e teologia.
Prelado papal. Governador de várias cidades dos Estados Pontifícios. Governador da Romagna no pontificado do Papa Urbano VIII; depois, vice-legado. Referendário dos Tribunais da Assinatura Apostólica da Justiça e da Graça. Relator da SC da Sagrada Consulta . Comissário geral de Roma durante a epidemia no pontificado do Papa Alexandre VII.
Eleito arcebispo titular de Tarso, com dispensa por ainda não ter sido ordenado sacerdote, em 2 de dezembro de 1658. Consagrado, em 8 de dezembro de 1658, Roma, pelo cardeal Giulio Rospigliosi, coadjuvado por Cristoforo Segni, arcebispo titular de Tessalônica, e por Marcantonio degli Oddi, bispo titular de Hierápolis. Núncio em Savoy, 24 de dezembro de 1658. Superintendente geral do principado de Masserani, 10 de janeiro de 1659. Núncio extraordinário à França para trazer o fascículo do novo delfim, filho do rei Luís XIV. Núncio ordinário na França, 26 de abril de 1664.
Criado cardeal e reservado in pectore no consistório de 15 de fevereiro de 1666; publicado no consistório de 7 de março de 1667. Participou do conclave de 1667 que elegeu o Papa Clemente IX. Recebeu o gorro vermelho e o título de S. Maria em Aracoeli, em 18 de julho de 1667. Legado em Romandiola, em 22 de agosto de 1667. Participou do conclave de 1669-1670, que elegeu o Papa Clemente X.
Morreu em Roma em 14 de fevereiro de 1673, perto das 18 horas. Exposta na igreja de S. Andrea della Valle, em Roma, onde se realizou o funeral a 16 de fevereiro de 1673, e sepultada na capela de S. Sebastiano, nessa mesma igreja.